# Polystachya brassii
Polystachya brassii är en orkidéart som beskrevs av Victor Samuel Summerhayes. Polystachya brassii ingår i släktet Polystachya och familjen orkidéer. Inga underarter finns listade i Catalogue of Life.